# アポロ18
『アポロ18』（原題: Apollo 18）は、2011年のアメリカ合衆国、カナダの映画である。終了したはずのアポロ計画から1年、3人の宇宙飛行士がアポロ18号に乗り、極秘で月へ向かい、その全貌を描いたSFホラー作品。

## キャスト
| 役名                 | 俳優                     | 日本語吹替 |
| -------------------- | ------------------------ | ---------- |
| ジョン・グレイ       | ライアン・ロビンズ       | 高岡瓶々   |
| ネイサン・ウォーカー | ロイド・オーウェン       | 水内清光   |
| ベン・アンダーソン   | ウォーレン・クリスティー | 遠藤大智   |

- その他の日本語吹き替え：山内健嗣／小林未沙／長島真祐

## ストーリー
映画冒頭で、「これは2011年にネットで発覚したNASAの極秘映像を編集したものである。」というテロップが表示される。
1969年7月20日、NASAはアポロ11号による人類初の月面着陸を成功させたが、翌1970年に18、19、20号の計画を突如中止。1972年12月7日に17号での最後の月面着陸を成功させ、アポロ計画は全て完了した。しかし、1973年12月にアポロ18号が3人の宇宙飛行士を乗せ、極秘で月へ向けて飛び立っていた。しかし、そこにあったのは…
宇宙飛行士たちが記録していたカメラには、誰も知らない、月の正体が映し出されていた。

## 製作
撮影はブリティッシュコロンビア州バンクーバーで行われた。しかしながらそれは、俳優が使われていない「発見された映像」による映画として宣伝された。『エンターテインメント・ウィークリー』誌上のインタビューでディメンション・フィルムズ社長のボブ・ワインスタインは本作がフィクション作品であることを否定し、「我々は何も撮っていない、発見したんだ。見つけたぞベイビー!」とジョークを述べた。映画はディメンション・フィルムズが配給した。
Science & Entertainment Exchangeは本作の製作チームに科学コンサルティングを行った。NASAは本作への協力を断った。

## 公開
2011年9月2日に多数の国々で公開された。当初は2010年2月5日公開を予定していたが、10回に及ぶ変更が検討された（2010年6月18日、2010年10月15日、2011年3月4日、2011年4月22日、2011年7月8日、2012年1月6日、2011年6月24日、2013年3月15日、2011年8月26日、2011年9月2日）。

### 興行収入
北アメリカでは1768万7709ドル、世界全体で2556万2924ドルを売り上げている。

### 評価
『アポロ18』は批評家から否定的な反応を受けた。Rotten Tomatoesでの支持率は68件のレビューで支持率は24%の「ロッテン（腐敗）」作品となり、「わずか90分さえ長く感じる、サスペンスフリーな『パラノーマル・アクティビティ』のリップオフ」とまとめられた。またMetacriticでは19媒体のレビューをベースに24/100となった。

## トリビア
劇中、アポロ月着陸船で宇宙飛行士がテープレコーダーで聴いている音楽は、当時に世界的に売れていたイエスのアルバム『危機 (Close to the Edge)』に収録されている曲「同志 (And you and I)」である。エンドロールの冒頭にもこの曲が使用されている。